# جيمي ماكنزي (لاعب كرة قدم)
جيمي ماكنزي (بالإنجليزية: Jamie McKenzie)‏ (8 مايو عام 1986 في المملكة المتحدة ) هو لاعب كرة قدم بريطاني في مركز الدفاع. لعب مع أريس ليماسول ونادي سليغو روفرز ونادي هيبرنيان ونادي غالواي ‏ وChalkanoras Idaliou ‏ ونادي مونتروز لكرة القدم ولينليثغو روز ‏ وغالواي يونايتد ‏.

## وصلات خارجية
- جيمي ماكنزي على موقع قاعدة بيانات كرة القدم.إي يو (الإنجليزية)